# Ina Rudolph

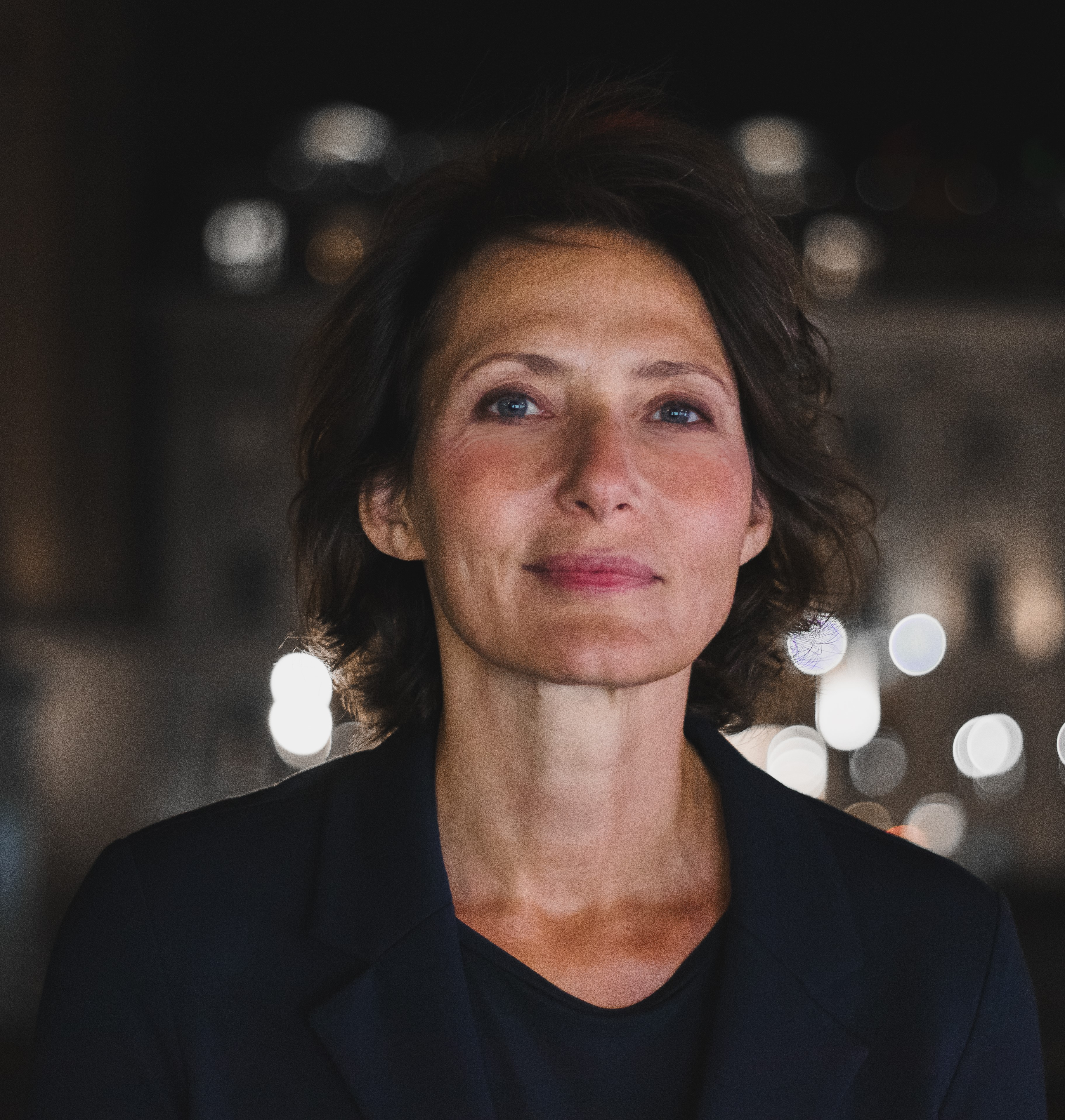
Ina Rudolph (2022)

Ina Rudolph (* 22. April 1969 in Brandenburg an der Havel) ist eine deutsche Schauspielerin, Coachin und Autorin.

## Leben
Ina Rudolph ist das erste Kind ihrer Eltern, die mit ihr 1975 nach Ost-Berlin umzogen. Im Haus der jungen Talente trat sie 1983 einem Theaterlaienzirkel bei und erhielt in zwei Stücken ihre ersten Hauptrollen. Zwei Jahre darauf erfolgte ihre Aufnahme an der Schauspielschule „Ernst Busch“. In diese Zeit fällt ihr erstes Szenenstudium mit Jutta Wachowiak am Deutschen Theater Berlin. Hier wurde sie 1987 von der Fotografin Sibylle Bergemann entdeckt und begann parallel eine Karriere als Fotomodell.
Nach Abschluss ihres Studiums war sie für kurze Zeit am Kindertheater in Halle an der Saale engagiert, worauf eine Fotoausstellung und einige Gastspiele mit dem Deutschen Theater Berlin folgten, auch außerhalb der DDR, unter anderem in Paris. Nach der Wende ging Rudolph Ende 1989 nach München und war dort als Fotomodell tätig. 1992 zog sie nach Paris, wo sie für Chanel, Thierry Mugler und Issey Miyake arbeitete.
Rudolph entschied sich in Paris für eine weiterführende Gesangsausbildung, nachdem sie bereits während ihres Schauspielstudiums Gesangsunterricht erhalten hatte. Sie studierte kurze Zeit am Pariser Konservatorium und wechselte dann nach Berlin an die Hochschule für Musik Hanns Eisler. Jedoch rückte die Schauspielerei wieder in den Vordergrund und sie spielte ab 1995 Theaterrollen und übernahm unter anderem eine Sprechrolle an der Dresdner Semperoper.
Einem Millionenpublikum bekannt wurde sie vor allem durch ihre Rolle der Anästhesistin Maia Dietz in der ARD-Arztserie In aller Freundschaft, die sie von Oktober 1998 (Folge 1) bis Dezember 1999 (Folge 51) darstellte. Sie beendete die Arbeit in der Serie jedoch, um ihr Studium abzuschließen. Anschließend sang sie einige Konzerte, konzentrierte sich dann auf ihre Arbeit als Schauspielerin und stand vermehrt vor der Kamera.
Zur Leipziger Buchmesse 2008 stellte Rudolph ihren ersten Erzählband Sommerkuss vor. Es folgte der Roman Beste letzte Tage, der als E-Book veröffentlicht wurde. Rudolph ist seit 2007 Coach für The Work und schrieb in Bezug auf diese Methode die Bücher Ich will ja loslassen, doch woran halte ich mich dann fest? und Auf ins fette pralle Leben – 12 Experimente, wie man sich das Leben leichter machen kann.

## Privates
Ina Rudolph hat eine Tochter (* 2002) aus einer Beziehung mit dem Schauspieler Holger Daemgen. Sie lebt in Berlin. Im Oktober 2017 machte sie ihre Brustkrebs-Erkrankung öffentlich.

## Filmografie
- 1997: Little White Lies
- 1998: Im Namen des Gesetzes (Fernsehserie, 1 Folge)
- 1998: Tunnel (Kurzfilm)
- 1998–1999: In aller Freundschaft (Fernsehserie, 51 Folgen)
- 2000: Wolffs Revier (Fernsehserie, 1 Folge)
- 2000: Happy Birthday
- 2000: Für alle Fälle Stefanie (Fernsehserie, 1 Folge)
- 2000: Tatort – Das letzte Rodeo
- 2000: Tatort – Die Frau im Zug
- 2001: Wilsberg und der Mord ohne Leiche
- 2001: Aus gutem Haus
- 2001: Kommissar Rex (Fernsehserie, 1 Folge)
- 2001: Wilder Hafen Ehe
- 2002: Alles über Mama
- 2002: Großstadtrevier (Fernsehserie, 1 Folge)
- 2003: Tigeraugen sehen besser
- 2003: Nikola (Fernsehserie, 1 Folge)
- 2004: Dr. Sommerfeld – Neues vom Bülowbogen (Fernsehserie, 1 Folge)
- 2004: Paradies in den Bergen
- 2005: Hallo Robbie! (Fernsehserie, 1 Folge)
- 2005: Alarm für Cobra 11 – Die Autobahnpolizei (Fernsehserie, 1 Folge)
- 2006: Blackout – Die Erinnerung ist tödlich (TV-Miniserie)
- 2006: Unser Kindermädchen ist ein Millionär
- 2006: Die Familienanwältin (Fernsehserie, 1 Folge)
- 2006: Familie Dr. Kleist (Fernsehserie, 1 Folge)
- 2006: Verliebt in Berlin (Fernsehserie)
- 2006: Inga Lindström: Sommertage am Lilja-See
- 2006–2007: Hinter Gittern – Der Frauenknast (Fernsehserie, 13 Folgen)
- 2007: Dem kühlen Morgen entgegen
- 2009: Heute keine Entlassung
- 2010: Meine wunderbare Familie in anderen Umständen
- 2010: SOKO Wismar (Fernsehserie, 1 Folge)
- 2010: SOKO Stuttgart (Fernsehserie, 1 Folge)
- 2012: SOKO Leipzig (Fernsehserie, 1 Folge)

## Publikationen
- Sommerkuss: Sieben Geschichten. 2. Aufl. Verlag Neue Literatur, Jena 2010, ISBN 3-938157-79-8.
- Beste letzte Tage. Edel Elements 2014. (E-Book)
- Ich will ja loslassen – doch woran halte ich mich dann fest? Goldmann Verlag, München 2015, ISBN 978-3-442-22124-0.
- Auf ins fette pralle Leben – 12 Experimente, wie man sich das Leben leichter machen kann. Kösel Verlag, 2015, ISBN 3-466-31039-3.
- Ich will mich ja selbst lieben, aber muss ich mich dafür ändern?. Goldmann Verlag, München 2017, ISBN 978-3-442-22207-0.
- Loslassen – Dein Arbeitsbuch für ein ganzes Jahr. Goldmann Verlag, München 2021, ISBN 978-3-442-22332-9.